# ハチュン県

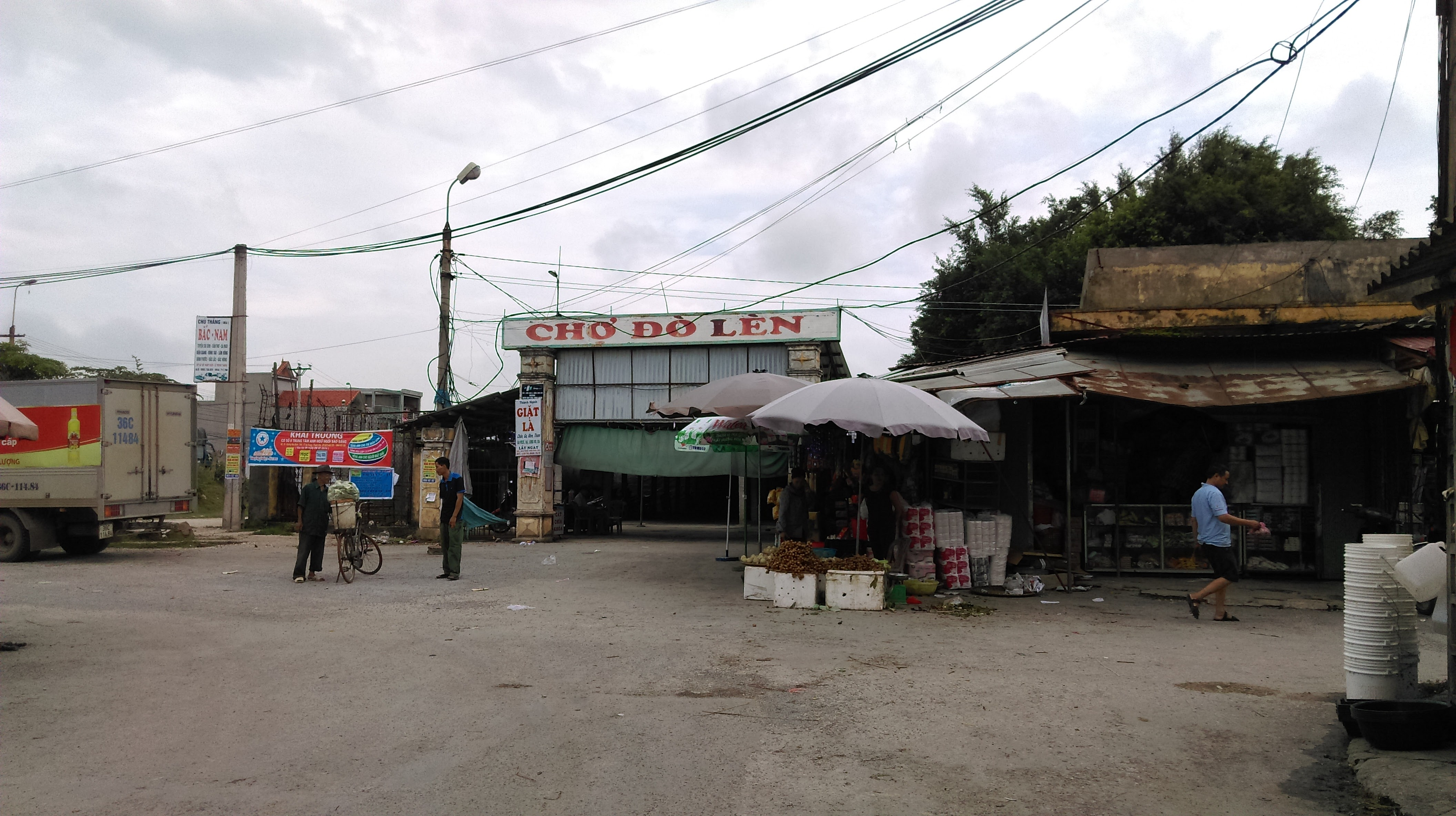
Chợ Đò Lèn市場

ハチュン県（ハチュンけん、ベトナム語：Huyện Hà Trung / 縣河中? ）は、ベトナム社会主義共和国タインホア省の県である。面積は245.55km²、人口は122,536人（2003年）である。

## 行政区画
1市鎮19社を管轄する。